# Eustachys distichophylla
Eustachys distichophylla är en gräsart som först beskrevs av Mariano Lagasca y Segura, och fick sitt nu gällande namn av Christian Gottfried Daniel Nees von Esenbeck. Eustachys distichophylla ingår i släktet Eustachys och familjen gräs. Inga underarter finns listade i Catalogue of Life.